# اوقات خوش مکس
اوقات خوش مکس (به انگلیسی: Good Time Max) فیلمی محصول سال ۲۰۰۷ و به کارگردانی جیمز فرانکو است. در این فیلم بازیگرانی همچون جیمز فرانکو، وینس چولیویته، ویلمر کالدرون، ریچارد پورتنو، پیتر مکنزی و مالی چیک ایفای نقش کرده‌اند.